# Google Checkout
Google Checkout（グーグルチェックアウト）は、Googleが提供していたオンラインの決済代行サービスである。サービス提供前にはGBuyという名称で一部報道がされていた。2011年11月17日にGoogle ウォレット (Google Wallet) と統合され、小売り向けも2013年11月20日に終了した。
決済はクレジットカード、デビットカード、ギフトカードを登録して行う。Google Playでの決済の場合、対応するAndroid端末と携帯通信会社のサービスを利用すれば、カードの代わりに携帯通信会社のアカウントで請求を受けることができた。
2012年1月上旬、デジタルコンテンツの販売者に対して、販売に不必要である購入者の完全な住所と電話番号が開示されていたことが問題となった。通常は購入者の名前と一部の住所、メールアドレスを開示している。
Googleは、物販の販売者向けにそれらの個人情報を開示していたが、管理画面などの不具合によってデジタルコンテンツの販売者に対しても同じように開示してしまったと説明。不具合は1月12日までに修正済みとした。

## Google Wallet
Google ウォレットは2011年5月26日に発表された、NFCを用いた決済サービス。Google版「おサイフケータイ」とも呼ばれる。